# Harry Nicolaides
Harry Nicolaides är en australisk författare som 2008 arresterades och 2009 dömdes till tre års fängelse i Thailand för att ha skrivit en roman som kritiserade det thailändska kungahuset. Boken trycktes i 50 exemplar. Nicolaides blev i februari benådad av Thailands kung Bhumibol Adulyadej efter fyra månader i fängelse.